# Allergan, Plc
Allergan — ирландская фармацевтическая компания, ранее известная как Actavis. В июне 2019 года было достигнуто соглашение о поглощении компании чикагской корпорацией AbbVie, сделка стоимостью 63 млрд долларов была завершена в мае 2020 года.
В ноябре 2014 года компания Actavis сообщила о своем намерении приобрести Allergan, inc, производителя ботулотоксина, что увеличило бы её рыночную капитализацию до $147 млрд. 17 марта 2015 года сделка была завершена; денежный капитал сделки оценивается примерно в $70,5 млрд. В июне 2015 года Actavis, Plc официально изменила своё название на Allergan, Plc, ведущую коммерческую деятельность порядка в ста странах мира.
Первое новое приобретение после выше указанной покупки Allergan совершила 6 июля 2015 года, приобретя стартап Oculeve за $125 млн. И уже 7 июля компания объявила о покупке части разработок «Мерк и Ко» за $250 млн. В июле этого же года Allergan решила продать своё дженерик-подразделение Actavis фармацевтической компании Teva Pharmaceutical Industries за $40,5 млрд. И спустя сутки объявила о покупке Naurex Inc за $560 млн.
В сентябре 2015 года Allergan купила стартап AqueSys за $300 млн, в ноябре приобрела компанию Northwood Medical Innovation и в этом же месяце договорилась о слиянии с американской компанией Pfizer, что могло стать крупнейшим за всю историю фармацевтической отрасли сделкой. Позже Pfizer разорвала сделку, выплатив 150 млн долларов Allergan в качестве неустойки.
По состоянию на 2017 год большинство акций Allergan находились у институциональных инвесторов (The Vanguard Group, Wellington Management Group, BlackRock, State Street Corporation, Fidelity Investments и других)